# Pseudelaenia leucospodia
El mosquerito blanquigrís  (Pseudelaenia leucospodia), también denominado tiranolete gris y blanco (en Ecuador), moscareta gris y blanca (en Perú) o bobito gris y blanco es una especie de ave paseriforme de la familia Tyrannidae  nativo de una restringida zona al noroeste de América del Sur.  Es la única especie del género monotípico Pseudelaenia.

## Descripción
Mide 12,5 cm de longitud. Por arriba es pardo grisáceo pálido con bastante blanco casi siempre expuesto en una cresta generalmente levantada, lo que hace fácil de diferenciar este oscuro tiránido de otras aves similares con las cuales es a menudo simpátrico, como del piojito de Tumbes (Nesotriccus tumbezanus) y del mosquerito silbón (Camptostoma obsoletum). Exhibe una ténue lista superciliar blanquecina, y en las alas débiles listas y bordes blanquecinos. Por abajo es blanquecino con los flancos teñidos de grisáceo.

## Distribución y hábitat
Se distribuye por la costa y vertiente árida del Océano Pacífico al oeste de Ecuador ((isla de la Plata, frente a Manabí, también isla Puná y oeste de Guayas, sur de Loja) y noroeste del Perú (al sur hasta La Libertad).
Habita en matorrales secos tropicales y subtropicales, prefiriendo los lechos secos de corrientes de agua, hasta los 600 m de altitud.

## Comportamiento
Se encarama en perchas horizontalmente y revuelve el follaje activamente, solo o en pareja, a menudo levantando la cola, a veces meneándola lentamente.

### Vocalización
Emite un llamado diferenciado, un «chevík» o «chevík-chet» agudo y enfático.

## Sistemática

### Descripción original
La especie P. leucospodia fue descrita por primera vez por el ornitólogo polaco Władysław Taczanowski en 1877 bajo el nombre científico Elainea leucospodia; la localidad tipo es «Tumbes, Perú».
El género Pseudelaenia fue descrito por el ornitólogo estadounidense Wesley Edwin Lanyon en 1988.

### Etimología
El nombre genérico femenino «Pseudelaenia» se compone de las palabras del griego «pseudos» que significa ‘falso’, y del género Elaenia, aludiendo a su colocación equivocada en este género; y el nombre de la especie «leucospodia», se compone de las palabras del griego «leukos» que significa ‘blanco’  y «spodios» que significa ‘gris ceniza’.

### Taxonomía
Anteriormente la especie ya estuvo situada en Elaenia, Myiopagis y Phaeomyias. Aves del suroeste de Ecuador son algunas veces separadas como una subespecie P. l. cinereifrons (Festa & Salvadori, 1899, pero se la considera indistinguible de la nominal.
Los amplios estudios genético-moleculares realizados por Tello et al. (2009) descubrieron una cantidad de relaciones novedosas dentro de la familia Tyrannidae que todavía no están reflejadas en la mayoría de las clasificaciones. Siguiendo estos estudios, Ohlson et al. (2013) propusieron dividir Tyrannidae en cinco familias. Según el ordenamiento propuesto, Pseudelaenia permanece en Tyrannidae, en una subfamilia Elaeniinae Cabanis & Heine, 1859-60, en una tribu Elaeniini Cabanis & Heine, 1859-60, junto a Tyrannulus, Myiopagis, Suiriri, Capsiempis, parte de Phyllomyias, Phaeomyias, Nesotriccus, Elaenia, Mecocerculus leucophrys, Anairetes, Polystictus, Culicivora, Pseudocolopteryx y Serpophaga.